# Samaradougou
Samaradougou, également orthographié Sambaradougou, est une commune rurale située dans le département de Péni de la province du Houet dans la région des Hauts-Bassins au Burkina Faso.

## Éducation et santé
Le centre de soins le plus proche de Samaradougou est le centre de santé et de promotion sociale (CSPS) de Sidéradougou, tandis que les hôpitaux de Bobo-Dioulasso assurent les soins plus importants.